# Parisuctobelba septenia
Parisuctobelba septenia är en kvalsterart som beskrevs av Harold G. Higgins och Tyler A. Woolley 1976. Parisuctobelba septenia ingår i släktet Parisuctobelba och familjen Suctobelbidae. Inga underarter finns listade i Catalogue of Life.